# Орель-Чля
Оре́ль-Чля — село в Николаевском районе Хабаровского края. Административный центр и единственный населённый пункт одноимённого сельского поселения. 

## Этимология
Село получило своё название в честь озёра Орель, на берегу которого оно расположено, и озера Чля, расположенного недалеко от села.

## География
Село находится на расстоянии 80 км к северо-западу от города Николаевск-на-Амуре, административного центра района.

## Население
| 1992 | 2002 | 2010 | 2011 | 2012 | 2013 | 2014 |
| ---- | ---- | ---- | ---- | ---- | ---- | ---- |
| 113  | ↘75  | ↘43  | →43  | ↘35  | ↘29  | ↘28  |
| 2015 | 2016 | 2017 | 2018 | 2020 | 2021 |      |
| ↘26  | ↗31  | ↗32  | ↗34  | ↗36  | ↘20  |      |

## Экономика
Жители занимаются сельским хозяйством и рыболовством.